# Eleccions municipals de València de 2019
Les eleccions municipals de València de 2019 es van celebrar el diumenge 26 de març de 2019 dins del marc de les eleccions municipals espanyoles de 2019. Corresponen a la XI mandat municipal espanyol des de la reinstauració de la democràcia. En aquestes eleccions es triaren els 33 regidors que compongueren el ple de l'Ajuntament de València. El guanyador de la contesa electoral va ser l'alcalde Joan Ribó amb 10 regidors i el 27 percent dels vots.

## Antecedents
El Partit Popular amb Rita Barberà encapçalant-lo va guanyar les eleccions municipals de València de 2015, però va perdre la majoria absoluta aconseguint només deu escons. El segon partit més votat va ser Compromís amb Joan Ribó com a cap de llista aconseguint nou escons. Com a resultat de les eleccions es signà un pacte i es va formar el Govern de la Nau, un pacte entre les forces de l'esquerra Compromís, PSPV-PSOE i València en Comú, ja que tots tres sumaven majoria absoluta, investint com a alcalde finalment a Joan Ribó, de Compromís.
Durant el mandat, els casos de corrupació del PP va continuar assetjant el grup municipal popular i ja cap a la fi, la totalitat dels regidors populars estaven investigats pels casos de corrupció de l'època del govern de l'alcaldessa Barberà.

## Candidatures
| Candidatura | Candidatura         | Cap de llista            | Programa | Lema                                            |
| ----------- | ------------------- | ------------------------ | -------- | ----------------------------------------------- |
|             | Partit Popular (PP) | María José Català Verdet | [ 2 ]    | "Trellat", "Sentido Común"                      |
|             | Compromís           | Joan Ribó i Canut        | [ 3 ]    | "Jo amb Ribó"                                   |
|             | Ciutadans (C's)     | Fernando Giner Grima     | [ 4 ]    | "¡Vamos! Ciudadanos"                            |
|             | PSPV-PSOE           | Sandra Gómez López       | [ 5 ]    | "Aire fresco para València", "Sandra Alcaldesa" |
|             | Unides Podem (UP)   | María Oliver Sanz        |          | "La València que cuida"                         |

El 10 de maig de 2019, Ràdio València va fer un debat entre els candidats a alcaldables de les forces polítiques amb presència al consistori al paraninf de La Nau (Universitat de València).

## Enquestes d'opinió
| Sondeig                  | Sondeig |        |        |        |        |       |        |
| ------------------------ | ------- | ------ | ------ | ------ | ------ | ----- | ------ |
| CIS 9/5/2019             | %       | 11,1%  | 24%    | 8,8%   | 13,6%  | 5%    | 3,3%   |
| CIS 9/5/2019             | Escons  | 6-7    | 9-11   | 6-7    | 6-8    | 3-4   | 1-2    |
| Electomania 19/3/2019    | %       | 22%    | 21,5%  | 11,7%  | 20,82% | 6,9%  | 13%    |
| Electomania 19/3/2019    | Escons  | 8      | 8      | 4      | 7      | 2     | 4      |
| SyM Consulting 8/3/2019  | %       | 21,52% | 23,04% | 10,69% | 15,72% | 7,13% | 14,06% |
| SyM Consulting 8/3/2019  | Escons  | 8      | 8      | 4      | 6      | 2     | 5      |
| SyM Consulting 22/1/2019 | %       | 26,12% | 20,65% | 12,29% | 21,72% | 5,64% | 9,32%  |
| SyM Consulting 22/1/2019 | Escons  | 9-10   | 7      | 4      | 7-8    | 2     | 3      |
| SyM Consulting 18/2/2018 | %       | 23,69% | 24,43% | 21,69% | 15,42% | 7,27% | -      |
| SyM Consulting 18/2/2018 | Escons  | 8-9    | 9      | 8      | 5-6    | 2     | -      |
| Las Provincias 14/5/2017 | %       | 30,3%  | 24,8%  | 11,7%  | 18,6%  | 8,8%  | -      |
| Las Provincias 14/5/2017 | Escons  | ND     | ND     | ND     | ND     | ND    | -      |

## Resultats

### Generals
|                                                               |                                                                  |         |       |        |     |
| Partit                                                        | Partit                                                           | Vots    | %     | Escons | +/– |
|                                                               | Compromís per València (Compromís)                               | 106.395 | 27,44 | 10     | 1   |
|                                                               | Partit Popular (PP)                                              | 84.491  | 21,78 | 8      | 2   |
|                                                               | Partit Socialista del País Valencià (PSPV-PSOE)                  | 74.848  | 19,30 | 7      | 2   |
|                                                               | Ciutadans-Partit de la Ciutadania (Cs)                           | 68.293  | 17,61 | 6      | =   |
|                                                               | Vox                                                              | 28.139  | 7,25  | 2      | 2   |
|                                                               |                                                                  |         |       |        |     |
|                                                               | Unides Podem-Esquerra Unida del País Valencià (Podem-EUPV)       | 16.176  | 4,17  | 0      | 3   |
|                                                               | Partit Animalista Contra el Maltractament Animal (PACMA)         | 3.209   | 0,83  | 0      | 0   |
|                                                               | Som Valencians en Moviment-Cuides (UiG-SomVal-CUIDES)            | 1.398   | 0,36  | 0      | 0   |
|                                                               | Avant-Els Verds Ecopacifistes (Avant)                            | 686     | 0,18  | 0      | 0   |
|                                                               | Contigo Somos Democrácia (Contigo)                               | 513     | 0,13  | 0      | n/p |
|                                                               | Poble Democràtic (Poble)                                         | 355     | 0,09  | 0      | 0   |
|                                                               | Partit Comunista dels Pobles d'Espanya (PCPE)                    | 276     | 0,07  | 0      | 0   |
|                                                               | Esquerra Republicana del País Valencià-Acord Municipal (ERPV-AM) | 270     | 0,07  | 0      | 0   |
|                                                               | Por un Mundo Más Justo (PUM+J)                                   | 184     | 0,05  | 0      | n/p |
|                                                               | Auna Comunitat Valenciana (AUNAcv)                               | 164     | 0,04  | 0      | n/p |
|                                                               | Actuando Contigo Partido para la Sociedad (ACPS)                 | 157     | 0,04  | 0      | n/p |
|                                                               | Escons en Blanc (EB)                                             | 135     | 0,03  | 0      | 0   |
|                                                               | Falange Española de las JONS (FE-JONS)                           | 126     | 0,03  | 0      | n/p |
|                                                               | Demòcrates Valencians (DV)                                       | 118     | 0,03  | 0      | n/p |
|                                                               | Partit Llibertari (P-Lib)                                        | 115     | 0,03  | 0      | 0   |
|                                                               | Coalició Progressistes Centrats (UPyD-CCD)                       | 110     | 0,03  | 0      | 0   |
|                                                               | Vamos (VMS)                                                      | 90      | 0,02  | 0      | n/p |
|                                                               | Alternativa Republicana (ALTER)                                  | 63      | 0,02  | 0      | n/p |
| Vots en blanc                                                 | Vots en blanc                                                    | 1.526   | 0,39  |        |     |
|                                                               |                                                                  |         |       |        |     |
| Total vots vàlids                                             | Total vots vàlids                                                | 387.873 | 100   | 33     | 0   |
| Vots nuls                                                     | Vots nuls                                                        | 1.184   | 0,35  |        |     |
|                                                               |                                                                  |         |       |        |     |
| Participació (vots vàlids més nuls)                           | Participació (vots vàlids més nuls)                              | 389.057 | 66,32 |        |     |
| Abstenció                                                     | Abstenció                                                        | 197.567 | 33,68 |        |     |
| Total cens electoral                                          | Total cens electoral                                             | 582.624 | 100   |        |     |
| Font: Junta Electoral Central. (n/p = no es presentà el 2015) |                                                                  |         |       |        |     |

### Per districte
| Compromís        | PP      | PSPV-PSOE | C's    | Vox    | Altres |        |
| Ciutat Vella     | 3.714   | 4.028     | 1.783  | 2.408  | 1.343  | 799    |
| L'Eixample       | 5.405   | 7.662     | 2.815  | 4.863  | 2.340  | 1.090  |
| Extramurs        | 7.242   | 7.343     | 3.325  | 5.062  | 2.282  | 1.328  |
| Campanar         | 5.188   | 4.046     | 3.344  | 3.869  | 1.391  | 969    |
| La Saïdia        | 6.851   | 5.055     | 4.554  | 3.749  | 1.425  | 1.529  |
| El Pla del Real  | 2.736   | 6.141     | 1.865  | 4.124  | 1.661  | 535    |
| L'Olivereta      | 5.726   | 4.404     | 4.919  | 3.413  | 1.535  | 1.506  |
| Patraix          | 9.600   | 5.757     | 5.905  | 5.216  | 2.051  | 1.997  |
| Jesús            | 7.409   | 4.496     | 5.668  | 4.052  | 1.667  | 1.634  |
| Quatre Carreres  | 9.299   | 7.164     | 6.470  | 6.076  | 2.498  | 2.172  |
| Poblats Marítims | 7.180   | 3.696     | 6.238  | 3.520  | 1.412  | 2.090  |
| Camins al Grau   | 8.321   | 5.823     | 6.054  | 5.625  | 2.118  | 2.188  |
| Algirós          | 6.053   | 4.037     | 3.922  | 2.319  | 1.248  | 1.255  |
| Benimaclet       | 4.755   | 3.016     | 2.837  | 2.475  | 986    | 1.178  |
| Rascanya         | 5.999   | 4.027     | 5.499  | 3.845  | 1.464  | 1.618  |
| Benicalap        | 5.531   | 3.400     | 5.176  | 3.591  | 1.326  | 1.356  |
| Pobles del Nord  | 935     | 1.010     | 576    | 527    | 240    | 193    |
| Pobles de l'Oest | 1.570   | 965       | 1.935  | 913    | 408    | 454    |
| Pobles del Sud   | 2.881   | 2.258     | 1.717  | 1.636  | 731    | 562    |
| Total            | 106.395 | 84.328    | 74.597 | 68.283 | 28.126 | 24.453 |